# Варшава-Радом
Аеропорт Варшава-Радом. Героїв Радома, червень 1976 року, також відомий як Радом-Садкув (пол. Port lotniczy Warszawa-Radom im. Bohaterów Radomskiego Czerwca 1976 r.), (IATA: RDO, ICAO: EPRA) — міжнародний аеропорт, розташований у місті Радом, Польща, за 4 км від центру міста.
В основному використовується як військовий аеродром. У 2012 році пристосований для потреб цивільної авіації. У травні 2014 року аеропорт «Радом» був внесений до національного реєстру цивільних аеропортів. З 29 травня 2014 року організацією управління аеропортом є акціонерна компанія «Port Lotniczy Radom».
Станом на січень 2015 року у структурі аеропорту працювало 141 працівник.
У липні 2013 року місто Радом рекапіталізувало аеропорт на суму 25,2 млн. злотих. У червні 2014 року компанія-оператор аеропорту отримала від міста позику в розмірі 18 млн злотих.

## Історія

### Аеропорт «Радом»
За оцінкою місцевих органів влади, для запуску регіонального аеропорту на базі військовому аеродрому в Садкуві потрібно близько 70 млн злотих. Капітал для інвестицій був залучений з бюджету міста Радом, грантів ЄС, фондів Мазовецького воєводства та приватних інвесторів. На сьогодні територія аеропорту знаходиться у власності казначейства, залишаючись під управлінням Міністерства національної оборони. У серпні 2006 року Міністерство національної оборони вирішило надати ділянку площею 3 га для роботи цивільного аеропорту. Напередодні створено організацію-оператора під назвою «Port Lotniczy Radom S.A.». 22 млн злотих для попередніх робіт по запуску аеропорту було виділено у 2007 та 2008 роках з бюджету міста Радом.
Аеропорт отримав дозвіл на комерційну цивільну льотну діяльність від Управління цивільної авіації у 2008 році. Звіт, представлений Вроцлавським технологічним університетом, показує, що перевірені у Садкуві злітно-посадкові смуги аеродрому можуть експлуатуватися без необхідності модернізації для прийому літаків Boeing 737-200, Boeing 737-300 та Airbus A320-200. Оголошено тендер на реалізацію Генерального плану аеропорту.
Наприкінці лютого 2012 року екологічні дослідження району, де планувалося будівництво аеропорту, були завершені, після чого компанія звернулася до регіонального управління охорони навколишнього природного середовища для отримання екологічного рішення, одного з документів, необхідних для початку діяльності. Була розроблена концепція розвитку військово-цивільного аеропорту, а також функціональна та корисна програма.
У вересні 2011 року компанія отримала дозвіл від Управління цивільної авіації на створення аеропорту. Цей дозвіл містить низку умов, що випливають із національних та міжнародних норм, включаючи 14 додатків до Конвенції ІКАО, після виконання яких аеропорт «Радом» повинен бути внесений до національного реєстру цивільних аеропортів. 14 травня 2014 року було видано сертифікат аеропорту для цивільної експлуатації, а 29 травня того ж року «Радом-Садкув» було внесено до реєстру цивільних аеропортів. З цього часу компанією з управління аеропортом є « Port Lotniczy Radom». Навесні того ж року закінчено монтаж тимчасвого пасажирського терміналу, придбаного в аеропорту «Лодзь-Люблінек». Перший літак повинен був вилетіти з аеропорту «Радом» у червні 2014 року, однак перші рейси були скасовані. 9 червня 2014 року аеропорт підписав попередню угоду з перевізником, заявивши про початок регулярних сполучень з Радома до Великої Британії, скандинавських країн, Бенілюксу та Італії, але пізніше цей перевізник відмовився від співпраці. З 18 квітня 2016 року по 29 жовтня 2017 року рейси аеропорту обслуговувала компанія «SprintAir».

### Аеропорт «Варшава-Радом»
19 липня 2018 року аеропорт «Радом» оголосив про банкрутство, яке було затверджено рішенням суду, внаслідок чого його було продано компанії «Państwowe Przedsiębiorstwo «Porty Lotnicze» за майже 13 млн злотих. У зв'язку з реконструкцією, 1 січня 2019 року аеропорт був закритий для цивільних літаків. Новий термінал аеропорту повинен бути приймати жо 3 млн пасажирів на рік зі збільшенням до 9 млн пасажирів. Побудована злітно-посадкова смуга та фартух повинні забезпечити експлуатацію літаків, які використовуються чартерними та дешевими авіалініями, такими як Boeing 737, Airbus A320 та A321neo. Завданням аеропорту в Радомі є взяття на себе частини навантаження аеропорту імені Фридерика Шопена у Варшаві. Обидва аеропорти мають стати єдиним найбільшим у країні транзитним транспортним авіаційним хабом. Перші рейси з аеропорту заплановані на 2022 рік.

## Авілінії та напрямки, травень 2023
| Авіакомпанія         | Пункт призначення |
| -------------------- | --- |
| Buzz                 | Сезонний чартер: Анталія (з 18 червня 2023) |
| European Air Charter | Сезонний чартер: Бургас (з 16 червня 2023) |
| LOT Polish Airlines  | Париж–Шарль де Голль, Рим–Ф’юмічіно Сезонний: Превеза (з 16 червня 2023), Тирана (з 11 червня 2023), Варна (з 6 червня 2023) Сезонний чартер: Анталія (з 3 червня 2023) |

## Статистика
Див. джерело запитів Вікіданих та джерела.